# Порт Циндао
Порт Циндао (кит. 青岛, пиньинь Qīngdǎo, англ. Qingdao) — международный перегрузочный и рефрижераторный порт. Расположен в бассейне реки Хуанхэ в провинции Шаньдун в восточном Китае. Циндао считается одним из основных портов Китая, осуществляя главную роль коннектора между континентальной частью страны и всем миром.

## История
До XVII века порт был небольшой рыбацкой деревушкой. Крепость была построена в 1892 году при династии Цин. Тем не менее город Циндао был захвачен Германской империей в 1898 году. При немцах этот район стал важным региональным портом и использовался в экономических и военных целях. После того как Япония объявила войну Германии в рамках англо-японского союза (и взяла порт Циндао), японцы оккупировали порт Циндао и его окрестности во время осады Циндау и удерживали его до 1922 года. В 1922 году порт Циндао вернулся под управление Китая. В 1984 году порт был открыт для иностранных инвесторов вместе с 13 другими портами, и после многих лет застоя начался новый подъём для порта и города.
В 2011 году порт Циндао вместе с тремя другими китайскими портами в провинции Шаньдун на востоке Китая подписал стратегический альянс с крупнейшим портом Республики Корея. Альянс сформирован совместно портами Циндао, Яньтай, Жичжао, Вэйхай и портом Пусан и нацелен на создание совместного центра судоходства и логистики в Северо-Восточной Азии.
Порт является частью морского Шелкового пути 21 века, который проходит от китайского побережья до Сингапура, в направлении южной оконечности Индии до Момбасы, оттуда через Красное море и Суэцкий канал в Средиземное море, где входит в Верхнюю Адриатику до северного итальянского перекрестка Триеста с его связями с Центральной Европой и Северным морем.
С 2015 года в порту работает полностью автоматизированный терминал. Первая в мире подвесная монорельсовая дорога была построена в порту Циндао с 2020 года, которая может транспортировать полностью загруженные 20-футовые и 40-футовые контейнеры, и первая фаза которой будет введена в эксплуатацию в 2021 году.

## О порте
Порт Циндао состоит из четырёх районов — района порта Даганг, района порта Цяньвань, района нефтяного порта Хуандун (для нефтяных танкеров) и района порта Дунцзякоу, который находится в 40 км к югу от города Циндао.
Помимо контейнерного терминала Циндао Цяньвань и международного контейнерного терминала Циндао Коспорт, которые расположены в разных районах в Циндао также есть большой терминал для перевалки железной руды.